# Smyrna (Tennessee)
Smyrna es un pueblo ubicado en el condado de Rutherford en el estado estadounidense de Tennessee. En el Censo de 2010 tenía una población de 39.974 habitantes y una densidad poblacional de 519,52 personas por km².

## Geografía
Smyrna se encuentra ubicado en las coordenadas 35°58′26″N 86°31′27″O / 35.97389, -86.52417. Según la Oficina del Censo de los Estados Unidos, Smyrna tiene una superficie total de 76.94 km², de la cual 76.66 km² corresponden a tierra firme y (0.37%) 0.29 km² es agua.

## Demografía
Según el censo de 2010, había 39.974 personas residiendo en Smyrna. La densidad de población era de 519,52 hab./km². De los 39.974 habitantes, Smyrna estaba compuesto por el 75% blancos, el 11.21% eran afroamericanos, el 0.59% eran amerindios, el 4.35% eran asiáticos, el 0.08% eran isleños del Pacífico, el 6.02% eran de otras razas y el 2.75% pertenecían a dos o más razas. Del total de la población el 10.72% eran hispanos o latinos de cualquier raza.